# گشت‌زنی جنسی

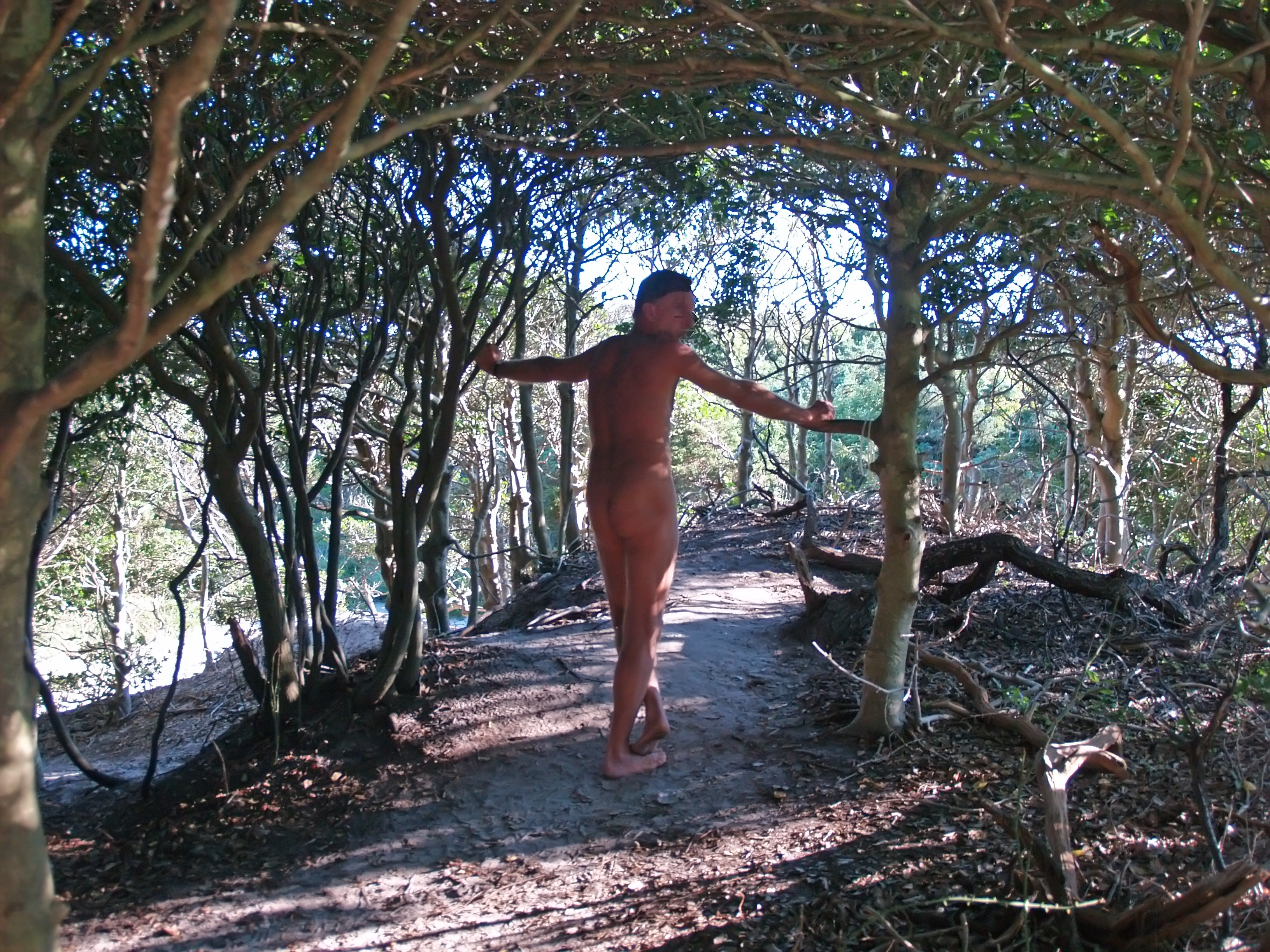
در منطقه معروف و بدنام «Meatrack» یا «راه گوشتی» در فایر آیلند پاینز نیویورک، مردی به منظور یافتن فردی برای برقرار کردن رابطه جنسی گشت و گذار می‌کند.

گشت‌زنی جنسی شامل پیاده‌روی یا رانندگی به منظور یافتن یک شریک جنسی، معمولاً از نوع ناشناس، گاه به گاه و یک‌شبه در محلی است که به آن منطقه گشت‌زنی نیز گفته می‌شود. گشت‌زنی جنسی همچنین هنگامی به کار می‌رود که از فناوری برای یافتن رابطه جنسی گاه به گاه استفاده شود؛ مانند وب‌سایت اینترنتی گشت‌زنی یا خدمات تلفنی گشت‌زنی.

## خاستگاه و کاربرد تاریخی
به گفته تی.سی.دبلیو.بلانینگ، مورخ و نویسنده، اصطلاح گشت‌زنی جنسی از معادل هلندی kruisen گرفته شده‌است.
در یک زمینه خاص جنسی، اصطلاح «گشت‌زنی» در اصل به عنوان یک پدیده شبیه به «زبان زرگری» در زبان دگرباشان، که توسط آن کسانی که از این اصطلاح «اطلاع» داشتندِ می‌دانستند منظور نظر گوینده چیست. این در حالی است که بیشتر دگرجنس‌گرایان، پس از شنیدن همان کلمه در همان جایگاه، معمولاً معنای مورد نظر گوینده را با معنای رایج غیرجنسی کلمه اشتباه می‌گرفتند. این نقش که در برخی زمینه‌ها هنوز هم وجود دارد، به عنوان سازوکار محافظت از زبان اجتماعی جامعه برای مردان همجنس‌گرا به منظور شناسایی یکدیگر و جلوگیری از شناسایی توسط افرادی که ممکن است بخواهند به آنها آسیب برسانند، شناخته می‌شود.
در نیمه دوم قرن بیستم، جرم‌زدایی از رفتار همجنس‌گرا به‌طور فزاینده‌ای در کشورهای انگلیسی زبان به یک قاعده تبدیل شد. جنبه محافظتی که زمانی با واژه «گشت‌زنی» به عنوان «کلمه رمز» همراه بوده اکنون دیگر نیست و بی‌شک، اهمیت آن بیش از پیش کم می‌شود؛ بنابراین معنای خاص جنسی این اصطلاح به‌طور متداول بر رفتارهای جنسی افراد دگرجنس‌گرا نیز گفته می‌شود.
مقامات بهداشت عمومی یادآور شده‌اند که مکانهای منحصر به گشت‌زنی جنسی اغلب توسط مردان مردآمیز پر می‌شوند. اما این خود را همجنس‌گرا یا دوجنس‌گرا، ازدواج کرده معرفی نمی‌کنند. برخی از آنان چنانچه به گشت‌زنی جنسی نپردازند، خواه اینترنتی یا به‌طور حضوری، راه دیگری برای ملاقات با مردان برای رابطه جنسی ندارند.
مکان‌های گشت‌زنی جنسی معمولاً مکان قرار گذاشتن مردانی است که در زندگی عادی، متعارف‌تر هستند. به عنوان مثال، در مطالعه لاود همفریز به سال ۱۹۷۰ در مورد مکانهای گشت‌زنی جنسی همجنس‌گرایان ناشناس، مشخص شد که بیش‌تر مردانی که از آن مکانها بازدید می‌کردند، کمینه به ظاهر، خود را دگرجنس‌خواه دارای خانواده معرفی می‌کردند.

## در گفتار محلی
در ایالات متحده، اصطلاح «گشت‌زنی» عمدتاً برای نشان دادن رفتار منحصر به فرد همجنس‌گرا استفاده می‌شود، اما در استرالیا و انگلستان هم توسط همجنس‌گرایان و هم دگرجنس‌گرایان برای توصیف رفتار خود به‌کار برده می‌شود. یک عبارت مشتق دگرجنس‌گرایانه، عبارت «گشت‌زنی برای پروپاچه» است.
در ایالات متحده، گشت‌زنی‌های جنسی اغلب در بارهای همجنس‌گرایان، بازیهای ویدیویی بزرگسالان، سوراخ‌های شکوه‌مند، سالن‌های سینمای بزرگسالان، توالت‌های عمومی، پارک‌ها، سونا، سالن‌های بدنسازی یا حمام همجنس‌گرایان صورت می‌گیرد. مشارکت در چنین فعالیتهایی در مکانهای عمومی مانند پارکها منجر به این شده‌است که شرکت کنندگان در معرض تماس ناشایست قرار گیرند.

## نمونه‌های تاریخی
این اصطلاح کمینه از اواسط دهه ۱۹۷۰ در نام بارهای همجنس‌گرایان همچون فاکسز بوز اند کروز، واقع در بزرگ‌راه ۶۶ در آلبوکرک، نیومکزیکو استفاده می‌شده‌است. پیش از بسته شدن این بار، مورد انتقاد قرار گرفت؛ چراکه ادعا می‌شود رانندگی در حالت مستی توسط برخی از افرادی که معنی تاریخی این اصطلاح را نمی‌فهمیدند، تشویق می‌کرد. اما نام این بار همواره در تاریخ همجنس‌گرایان باقی خواهد ماند.
این واژه همچنین توسط وب‌سایت qruiser.com، یک انجمن آنلاین دگرباشان که در سوئد مستقر است، به شکل تغییر یافته‌ای پذیرفته شده‌است. این وب سایت اعضای زیادی را نیز جذب کرده‌است.

## در فرهنگ عامه
به گشت‌زنی جنسی در آهنگ‌هایی مانند "Cruisin 'the Streets" توسط Boys Town Gang و همچنین "I'm a Cruiser" توسط ویلج پیپل در آلبومی با عنوان Cruisin اشاره شده‌است.
در سال ۱۹۸۰ ویلیام فریدکین کارگردان فیلم گشت‌زنی با بازی آل پاچینو، بسیاری از مخاطبان را با فعالیتهای همجنس گرایانه و رمزهای زبانی مورد استفاده آنها آشنا کرد. اما گروه‌های طرفدار حقوق همجنس‌گرایان تصویری منفی از جامعه همجنس‌گرایان را در فیلم دریافت کردند و به تولید آن اعتراض کردند.
صحنه آغازین قسمت اول سریال در جستجو از شبکه ایچ‌بی‌او شخصیت اصلی یعنی پاتریک، با بازی جاناتان گروف، در یک پارک مشغول گشت‌زنی است. وی می‌خواهد بداند که آیا این فعالیت هنوز هم عملی است یا خیر.
گشت‌زنی جنسی در Cruising Pavilion، یک هنر ساختمانی به سال ۲۰۱۸ مرتبط با دوسالانه معماری ونیز، مورد بررسی قرار گرفت.